# Агнес фон Рохлиц
Агнес фон Рохлиц (на немски: Agnes von Rochlitz; * ок. 1152; † 25 март 1195, Дисен ам Амерзе) от фамилията Ветини, е чрез женитба херцогиня на Мерания.

## Живот
Тя е дъщеря на маркграф Дедо III от Лужица (1142 – 1190), граф на Гройч и господар на Рохлиц, и съпругата му Мехтхилде (Матилда) от Хайнсберг († 1190), дъщеря на Госвин II фон Хайнсберг, господар на Хайнсберг и Фалкенбург.
Агнес се омъжва през 1180 г. за херцог Бертхолд IV Мерански († 12 август 1204) от Андекската династия. Тя умира на 25 март 1195 г. и е погребана в манастир Дийсен.

## Деца
Агнес и Бертхолд IV Мерански имат девет деца, четирима сина и пет дъщери:
- Ото I († 7 май 1234), 1205 херцог на Мерания, 1211 пфалцграф на Бургундия, 1228 – 1230 маркграф на Истрия; ∞ I. 21 юни 1208 в Бамберг за Беатрис фон Хоенщауфен († 7 май 1231), дъщеря на Ото I, пфалцграф на Бургундия (Хоенщауфен), внучка на император Фридрих I Барбароса; ∞ II. за София фон Анхалт († 1273/1274), дъщеря на княз Хайнрих I (Аскани)
- Хайнрих († 18 юли 1228), 1205 маркграф на Истрия, 1209 – 1211 набеден в убийството на крал Филип Швабски; ∞ пр. 1207 за Софи от Вайхселбург († 28 февруари 1256), дъщеря на граф Алберт
- Екберт († 6 юни 1237 във Виена, 1203 – 1237 епископ на Бамберг, 1209 – 1212 набеден
- Бертхолд († 23 май 1251), 1212 архиепископ на Калокса, 1218 патриарх на Аквилея
- дъщеря, ∞ 24 април 1190 за Толжен от Дом Неманичи
- Агнес (* 1180, † 29 юли 1201); ∞ 1 юни 1196, разведена 1200, трета съпруга на Филип II, 1180 крал на Франция († 14 юли 1223) (Капетинги)
- Гертруда († убита 8 септември 1213); ∞ пр. 1203 Андраш II крал на Унгария († 21 септември 1235) (Арпади) (майка на крал Бела IV и Анна-Мария Унгарска (българска царица, съпруга на цар Иван Асен II)
- Хедвиг (* 1176/1180, † 14 май 1243); ∞ 1188/1192 за полския княз Хайнрих I Брадати († 19 март 1238)(Пясти)
- Мехтилд († 1 декември 1254), 1215 абатеса на Кицинген, Светия (26 март 1267)